# Šljivar
Šljivar (cyr. Шљивар) – wieś w Serbii, w okręgu zajeczarskim, w mieście Zaječar. W 2011 roku liczyła 253 mieszkańców.